# Galium tarokoense
Galium tarokoense är en måreväxtart som beskrevs av Bunzo Hayata. Galium tarokoense ingår i släktet måror, och familjen måreväxter.
Artens utbredningsområde är Taiwan. Inga underarter finns listade i Catalogue of Life.